# وزارة محمد نجيب الأولى
وزارة الرئيس محمد نجيب الأولى هي الوزارة الواحدة والسبعون في تاريخ مصر وتشكلت في 8 سبتمبر 1952.:25:26

## أعضاء الحكومة
| الوزارة                                                               | الوزير                   |
| --------------------------------------------------------------------- | ------------------------ |
| رئيس مجلس الوزراء ووزير الحربية والبحرية والقائد العام للقوات المسلحة | محمد نجيب                |
| نائب رئيس مجلس الوزراء ووزير الداخلية                                 | سليمان حافظ              |
| الخارجية                                                              | أحمد فراج طايع           |
| المالية والاقتصاد                                                     | عبد الجليل العمري        |
| الزراعة                                                               | عبد العزيز عبد الله سالم |
| الأشغال العمومية                                                      | مراد فهمي                |
| الصحة العمومية                                                        | نور الدين طراف           |
| العدل                                                                 | أحمد حسني                |
| المعارف العمومية                                                      | إسماعيل القباني          |
| المواصلات                                                             | حسين أبو زيد             |
| الشئون البلدية والقروية                                               | عبد العزيز علي           |
| الأوقاف                                                               | أحمد حسن الباقوري        |
| الشئون الاجتماعية                                                     | محمد فؤاد جلال           |
| التجارة والصناعة                                                      | محمد صبري منصور          |
| التموين                                                               | فريد أنطون               |
| الدولة                                                                | فتحي رضوان               |

## تعديلات
- في 14 أكتوبر 1952: ندب أحمد حسني (وزير العدل) لتولي أعمال وزارة القصر بالإضافة إلى عمله.
- في 17 نوفمبر 1952: عين فتحي رضوان (وزير الدولة) وزير دولة للإرشاد القومي.
- في 9 ديسمبر 1952: تعديل وزاري شمل:
  - محمد فؤاد جلال: للإرشاد القومي
  - محمد صبري منصور: للتموين
  - فتحي رضوان: للدولة
  - محمود فوزي: للخارجية (وزير جديد)
  - محمد حلمي بهجت: للتجارة والصناعة (وزير جديد)
  - وليم سليم حنا: للشئون البلدية والقروية (وزير جديد)
  - عباس مصطفى عمار: للشئون الاجتماعية (وزير جديد)
  - عبد الرازق صدقي: للزراعة (وزير جديد)
- في 16 يونيو 1953: قبلت استقالة محمد صبري منصور من وزارة التموين